# 细花百部
细花百部（学名：Stemona parviflora）是百部科百部属的植物。其种加词“parviflora”意为“小花的”。中国特有植物。分布于中国大陆的海南等地，生长于海拔600米的地区，多生于山坡路边，目前尚未由人工引种栽培。

## 别名
小花百部（海南植物志），披针叶百部